# Camisa de força

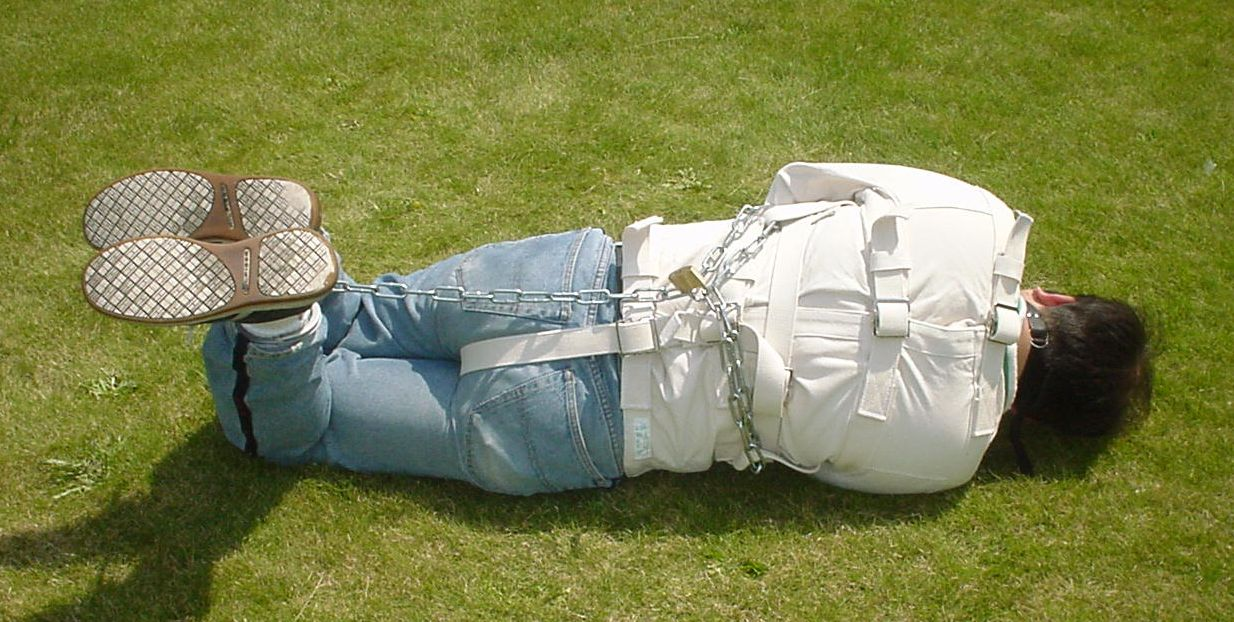
Camisa de força

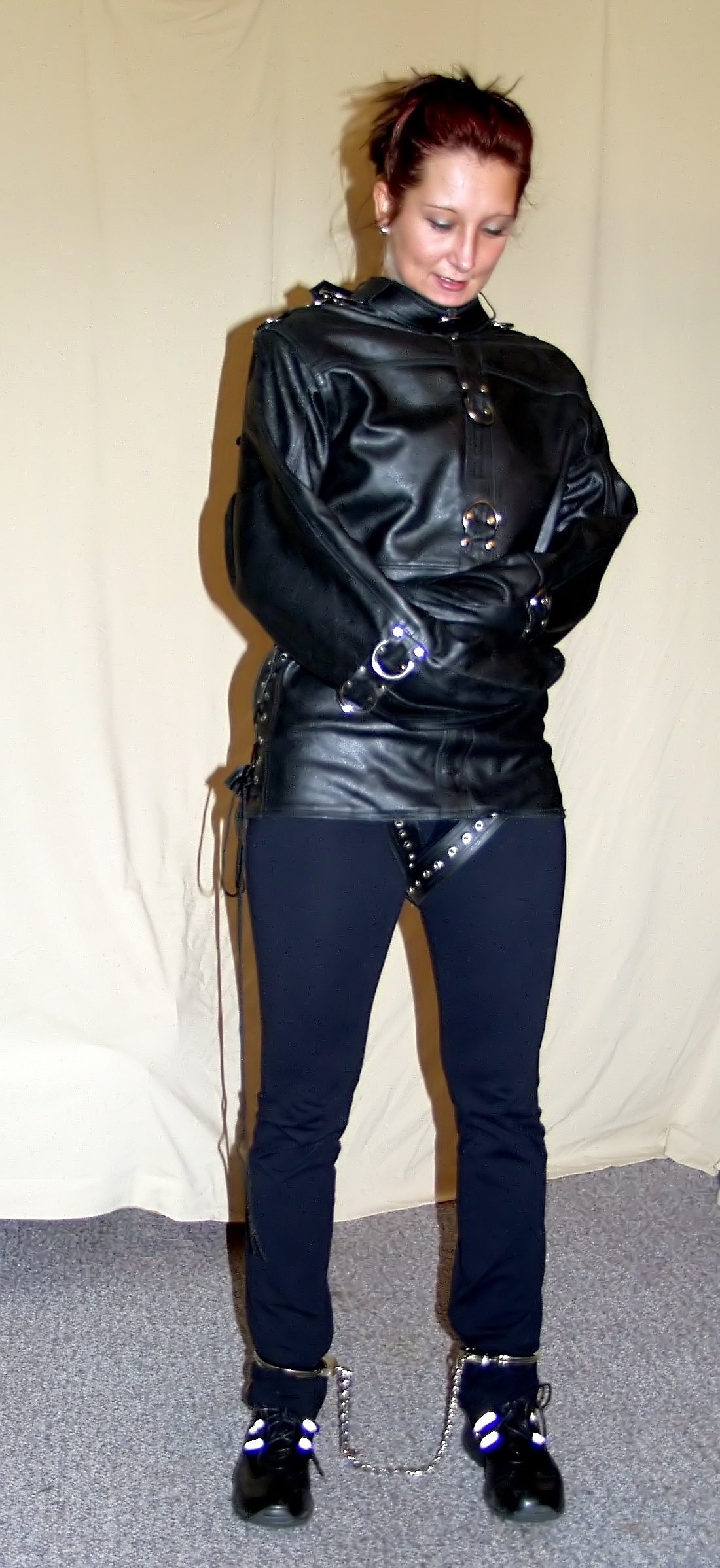
Camisa de força de couro com grilhões

Camisa de força (português brasileiro) ou colete de forças (português europeu)[carece de fontes?] é uma camisa que se amarra atrás, sem mangas, com cadeado às vezes. E é usado para pacientes do hospício e por modelos. Na era vitoriana era um instrumento de tortura.

## De pose
Tem ganchos e cordas, sendo de mais dificuldade de escapar.

## Escapar
Existem vários mágicos que demonstram a arte do Escapismo, como David Copperfield, Fábio De'Rose, Criss Angel e David Straitjacket.